# Konrad Waldner
Konrad Waldner war 1301 erwählter Bischof von Brixen.
Konrad Waldner war Abt des Zisterzienserstiftes Stams in Tirol. Nach dem gewaltsamen Tod des Brixner Bischofs Landulf von Mailand wurde Abt Konrad Waldner durch das Domkapitel auf Betreiben der drei Söhne von Graf Meinhard II., Otto, Ludwig und Heinrich, zu dessen Nachfolger gewählt.
Papst Bonifaz VIII. ließ es dem Salzburger Erzbischof Konrad IV. von Fohnsdorf in einem Schreiben vom 22. September 1301 frei, Konrad zu bestätigen oder einen anderen Kandidaten zu benennen. Aus politischen Gründen entschied sich der Erzbischof jedoch für Johann Sax von Saxenau. Konrad Waldner blieb nur erwählter Bischof und wurde nie geweiht.